# Xestia caelebs
Xestia caelebs là một loài bướm đêm thuộc họ Noctuidae. Nó được tìm thấy ở Tân Cương. The type location is described as between Lob Noor và Kuku Noor.